# Krymsko-konžská hemoragická horečka
Krymsko-konžská hemoragická horečka (nazývaná také krymžsko-konžská krvácivá horečka) je závažné nakažlivé virové onemocnění lidí, vyskytující se v některých zemích v Africe, Asii a východní Evropě. Původcem horečky je RNA virus zařazovaný do rodu Nairovirus z čeledě Bunyaviridae. Přenašečem infekce jsou klíšťata, kterým slouží pštrosi jako dočasní hostitelé.
První výskyt nemoci byl zaznamenán v roce 1944 na Krymském poloostrově u lidí pokousaných klíšťaty při sklizni obilí. Úloha klíšťat při přenosu infekce byla prokázána již v následujícím roce. V roce 1956 byl v Belgickém Kongu izolován u nemocných dětí virus, označený jako Kongo. Později byla prokázána identita obou izolovaných virů a název nemoci byl změněn na současný. Bunyavirus, patřící do skupiny arbovirů, byl izolován až v roce 1967.
U člověka probíhá nemoc jako hemoragická diatéza. V Jihoafrické republice byla v roce 1996 zaznamenána často i smrtelně probíhající onemocnění u veterinářů i pracovníků pštrosích porážek, což vedlo k podezření, že zdrojem infekce jsou pštrosi. V důsledku toho byl zakázán export živých pštrosů i jejich masa z JAR do zemí EU. Zákaz byl později odvolán na základě zjištění, že přenašečem viru jsou klíšťata rodu Hyalomma spp. a pštrosi jsou pouze jejich dočasnými hostiteli. Přenos na člověka po konzumaci masa infikovaných zvířat se také neprokázal. Současně byla změněna organizační i hygienická opatření na porážkách pštrosů i podmínky pro export porážených i živých pštrosů.
Zatímco u lidí může dojít k vážnému onemocnění, u divoce žijících i domestikovaných zvířat, včetně ptáků, probíhá infekce většinou subklinicky. Virus je přenášen členovci mnoha rodů. Prokázán byl u 30 druhů klíšťat, nejčastěji u Hyalomma marginatum marginatum, Rhipicephalus rossicus a Dermacentor marginatus. Výskyt těchto členovců úzce koreluje s místním výskytem nemoci.
Pštrosi jsou mnohem náchylnější k infekci než jiní ptáci, jsou také častými nosiči klíšťat Hyalomma sp. Infekce u nich probíhá bez klinických příznaků i patomorfologických změn.
Diagnostiku infekce mohou provádět jen specializované laboratoře s vysokým stupněm bezpečnosti. Prevence spočívá v zabránění infekce pštrosů. Ptáci jsou drženi 14 dní před porážkou nebo exportem na vymezeném prostoru, který je prostý členovců a hlodavců. Provádí se jejich ošetření akaricidními prostředky na bázi pyrethroidů a sérologická kontrola.